# Phonicosia vandiemenensis
Phonicosia vandiemenensis is een mosdiertjessoort uit de familie van de Lacernidae. De wetenschappelijke naam van de soort is voor het eerst geldig gepubliceerd in 1967 door Powell.